# Saint-Cyr-la-Rivière
Pour les articles homonymes, voir Saint-Cyr.
Saint-Cyr-la-Rivière (prononcé [sɛ̃ siʁ la ʁiviɛʁ] ) est une commune française située à cinquante-huit kilomètres au sud-ouest de Paris dans le département de l'Essonne en région Île-de-France.
Ses habitants sont appelés les Saint-Cyriens.

## Géographie

### Situation
| Type d’occupation           | Pourcentage | Superficie (en hectares) |
| --------------------------- | ----------- | ------------------------ |
| Espace urbain construit     | 4,0 %       | 35,10                    |
| Espace urbain non construit | 3,1 %       | 27,55                    |
| Espace rural                | 92,9 %      | 818,44                   |
| Source : Iaurif-MOS 2008    |             |                          |

Saint-Cyr-la-Rivière est située à cinquante-huit kilomètres au sud-ouest de Paris-Notre-Dame, point zéro des routes de France, trente-huit kilomètres au sud-ouest d'Évry, neuf kilomètres au sud d'Étampes, vingt-et-un kilomètres au sud-ouest de La Ferté-Alais, vingt-deux kilomètres au sud-est de Dourdan, vingt-quatre kilomètres au sud-ouest de Milly-la-Forêt, vingt-sept kilomètres au sud-ouest d'Arpajon, trente-trois kilomètres au sud-ouest de Montlhéry, trente-sept kilomètres au sud-ouest de Corbeil-Essonnes, quarante kilomètres au sud-ouest de Palaiseau, cinquante-sept kilomètres au sud-ouest de Châtenay Malabry.

### Hydrographie
La commune est arrosée par l'Éclimont, rivière de 7,7 km affluente de la Juine.

### Climat
Pour des articles plus généraux, voir Climat de l'Île-de-France et Climat de l'Essonne.
En 2010, le climat de la commune est de type climat océanique dégradé des plaines du Centre et du Nord, selon une étude du CNRS s'appuyant sur une série de données couvrant la période 1971-2000. En 2020, Météo-France publie une typologie des climats de la France métropolitaine dans laquelle la commune est exposée à un climat océanique altéré et est dans la région climatique Sud-ouest du bassin Parisien, caractérisée par une faible pluviométrie, notamment au printemps (120 à 150 mm) et un hiver froid (3,5 °C). 
Pour la période 1971-2000, la température annuelle moyenne est de 11 °C, avec une amplitude thermique annuelle de 15,3 °C. Le cumul annuel moyen de précipitations est de 660 mm, avec 10,6 jours de précipitations en janvier et 7,8 jours en juillet. Pour la période 1991-2020, la température moyenne annuelle observée sur la station météorologique la plus proche, située sur la commune de Boigneville à 17 km à vol d'oiseau, est de 11,5 °C et le cumul annuel moyen de précipitations est de 615,6 mm,. Pour l'avenir, les paramètres climatiques de la commune estimés pour 2050 selon différents scénarios d'émission de gaz à effet de serre sont consultables sur un site dédié publié par Météo-France en novembre 2022.

### Voies de communication et transports
La commune est desservie par la ligne de bus 318 du réseau de bus Essonne Sud Ouest, qui permet de rejoindre Étampes.

## Urbanisme

### Typologie
Au 1er janvier 2024, Saint-Cyr-la-Rivière est catégorisée commune rurale à habitat dispersé, selon la nouvelle grille communale de densité à sept niveaux définie par l'Insee en 2022.
Elle est située hors unité urbaine. Par ailleurs la commune fait partie de l'aire d'attraction de Paris, dont elle est une commune de la couronne,. Cette aire regroupe 1 929 communes,.

## Toponymie
Attestée sous la forme Sanctus Ciricus, Sanctus Ciriacus.
L'origine du nom du lieu est connue, l'église du lieu étant consacrée à saint Cyr. La commune fut créée en 1793 sous le simple nom de Cyr, pour en effacer le caractère religieux. Le Bulletin des lois de 1801 introduisit le nom actuel.

## Histoire
La commune a été desservie[Quand ?] par la ligne d'Étampes à Beaune-la-Rolande, sur laquelle se trouvait la gare de Saclas - Saint-Cyr.

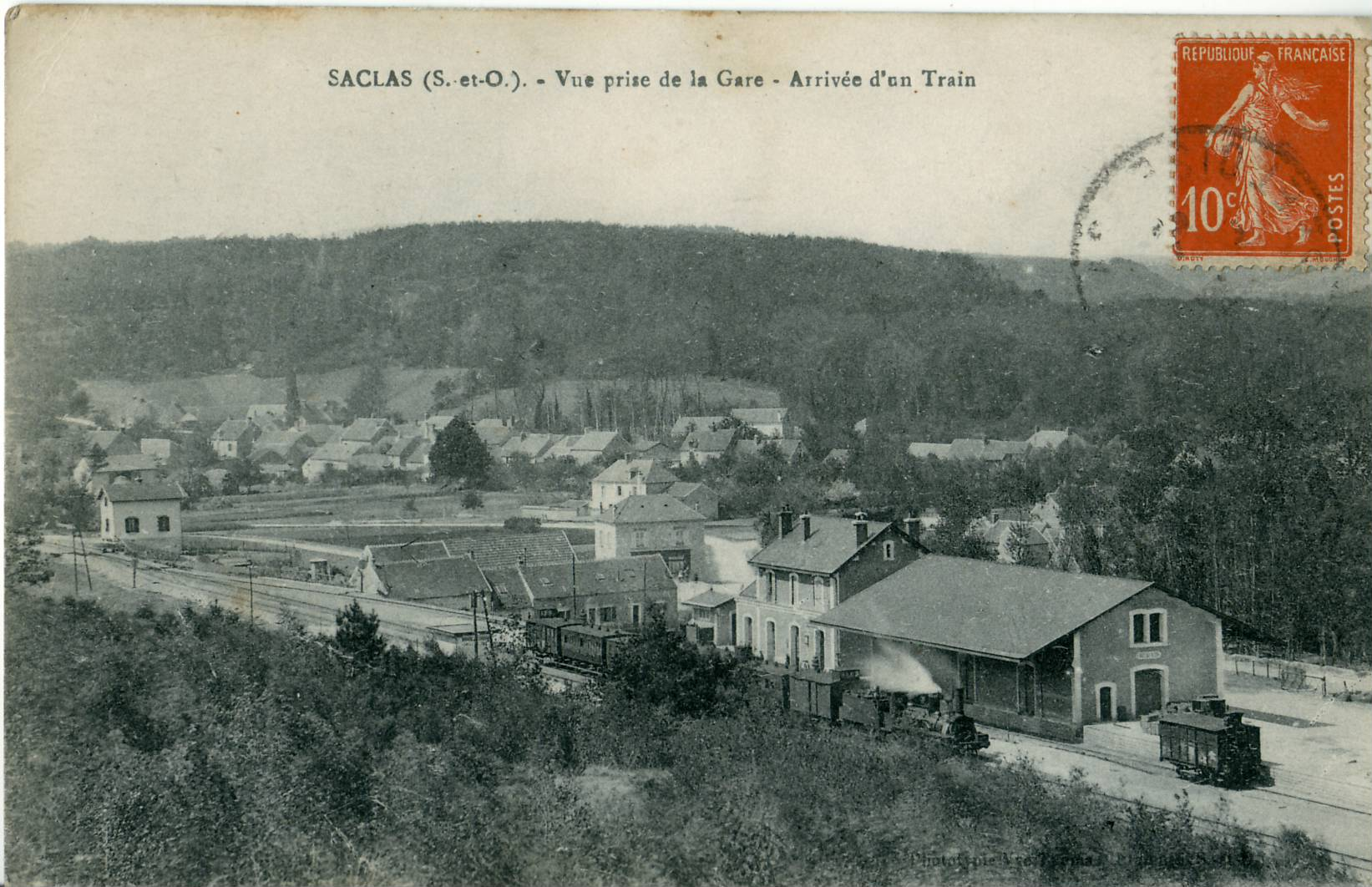
La gare de Saclas, au début du XXe siècle.
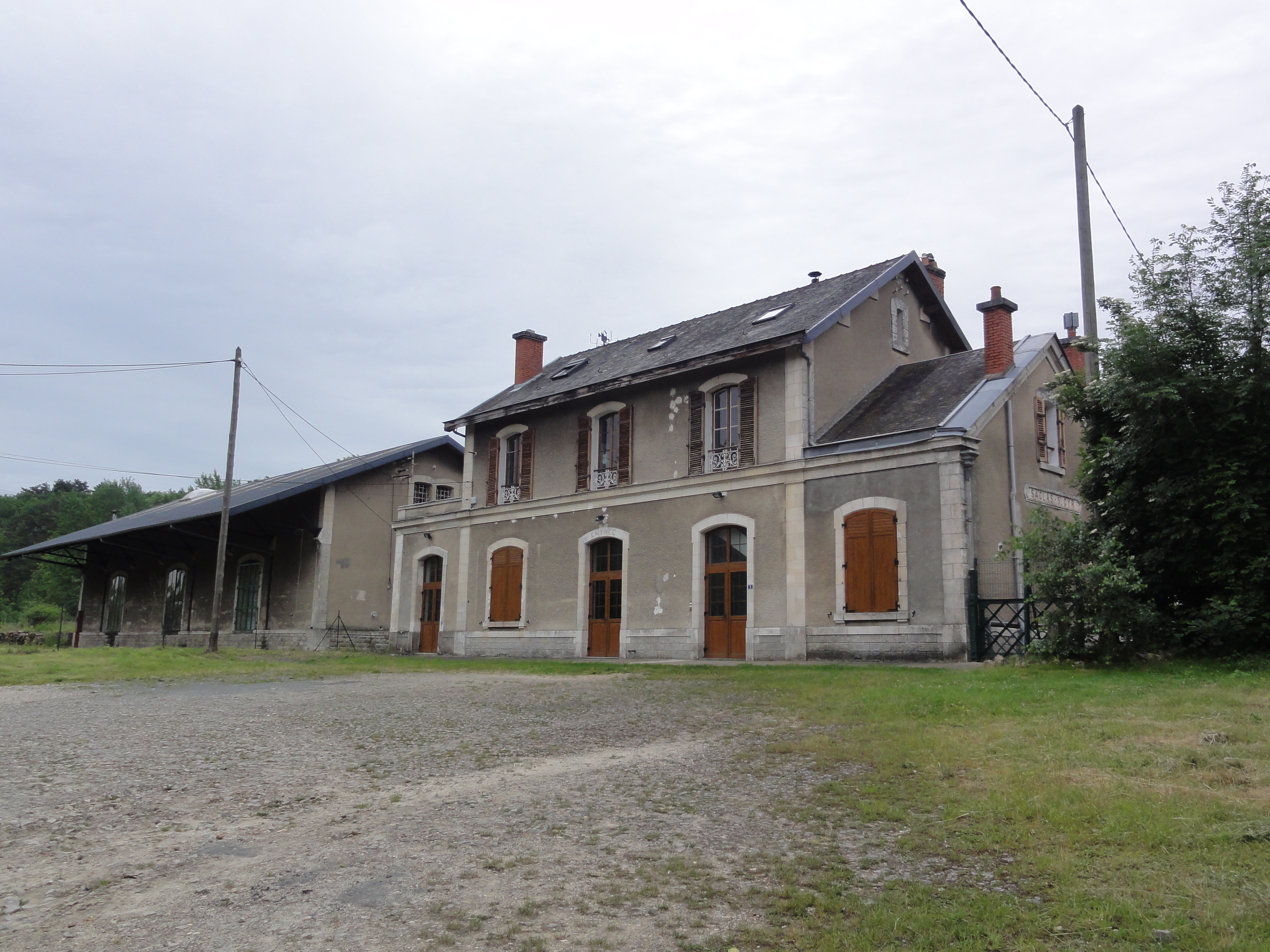
La gare de Saclas - Saint-Cyr en 2012.

## Politique et administration

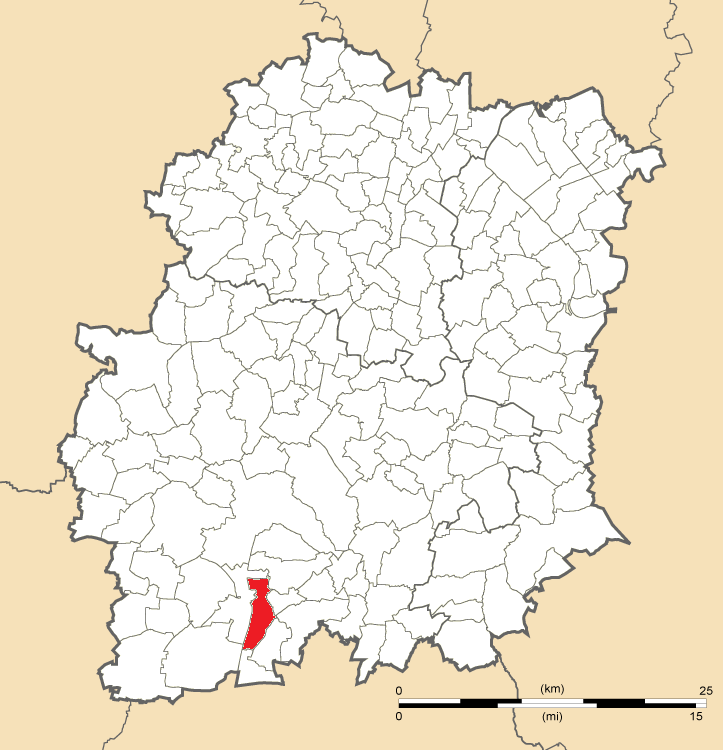
Position de Saint-Cyr-la-Rivière en Essonne.

### Rattachements administratifs et électoraux
Antérieurement à la loi du 10 juillet 1964, la commune faisait partie du département de Seine-et-Oise. La réorganisation de la région parisienne en 1964 fit que la commune appartient désormais au département des  Yvelines et à son arrondissement d’Étampes, après un transfert administratif effectif au 1er janvier 1968. Pour l'élection des députés, elle fait partie de la deuxième circonscription de l'Essonne.
Elle faisait partie depuis 1801 du canton de Méréville. Dans le cadre du redécoupage cantonal de 2014 en France, la commune intègre le canton d'Étampes.

### Intercommunalité
La commune, jusqu'alors isolée, rejoint en 2013 la communauté de communes de l'Étampois Sud-Essonne, créée en 2009 et qui succédait à la communauté de communes de l’Étampois, elle-même créée en 2003.
Cette intercommunalité s'est transformée en communauté d'agglomération sous le nom de communauté d'agglomération de l'Étampois Sud-Essonne le 1er janvier 2016.

### Tendances et résultats politiques
Élections présidentielles
Résultats des deuxièmes tours :
- Élection présidentielle de 2002 : 71,99 % pour Jacques Chirac (RPR), 28,01 % pour Jean-Marie Le Pen (FN), 85,19 % de participation[27].
- Élection présidentielle de 2007 : 68,37 % pour Nicolas Sarkozy (UMP), 31,63 % pour Ségolène Royal (PS), 91,62 % de participation[28].
- Élection présidentielle de 2012 : 66,56 % pour Nicolas Sarkozy (UMP), 33,44 % pour François Hollande (PS), 88,17 % de participation[29].

Élections législatives
Résultats des derniers tours :
- Élections législatives de 2002 : 65,22 % pour Franck Marlin (UMP), 34,78 % pour Gérard Lefranc (PCF), 66,57 % de participation[30].
- Élections législatives de 2007 : 60,94 % pour Franck Marlin (UMP) élu au premier tour, 10,94 % pour Marie-Agnès Labarre (PS), 72,42 % de participation[31].
- Élections législatives de 2012 : 73,33 % pour Franck Marlin (UMP), 26,67 % pour Béatrice Pèrié (PS), 65,68 % de participation[32].

Élections européennes
Résultats des deux meilleurs scores :
- Élections européennes de 2004 : 18,00 % pour Harlem Désir (PS), 17,50 % pour Marine Le Pen (FN), 56,27 % de participation[33].
- Élections européennes de 2009 : 28,33 % pour Michel Barnier (UMP), 19,44 % pour Daniel Cohn-Bendit (Europe Écologie), 50,67 % de participation[34].

Élections régionales
Résultats des deux meilleurs scores :
- Élections régionales de 2004 : 42,53 % pour Jean-François Copé (UMP), 37,55 % pour Jean-Paul Huchon (PS), 77,43 % de participation[35].
- Élections régionales de 2010 : 53,85 % pour Valérie Pécresse (UMP), 46,15 % pour Jean-Paul Huchon (PS), 55,28 % de participation[36].

Élections cantonales et départementales
Résultats des deuxièmes tours :
- Élections cantonales de 2004 : 59,92 % pour Franck Marlin (UMP), 40,08 % pour Patrice Chauveau (PCF), 78,00 % de participation[37].
- Élections cantonales de 2011 : 61,14 % pour Guy Crosnier (UMP), 38,86 % pour Jacques Met (FN), 57,34 % de participation[38].

Référendums
- Référendum de 2000 relatif au quinquennat présidentiel : 70,97 % pour le Oui, 29,03 % pour le Non, 41,55 % de participation[39].
- Référendum de 2005 relatif au traité établissant une Constitution pour l'Europe : 58,76 % pour le Non, 41,24 % pour le Oui, 86,75 % de participation[40].

### Politique locale
À la suite d'une première série de démissions de conseillers  municipaux, qui critiquent une mauvaise communication avec la maire et son déménagement en Dordogne, des élections municipales partielles sont organisées en juin 2017,.
Néanmoins, la maire démissionne six mois plus tard, ainsi qu'un autre conseiller municipal, entraînant de nouvelles élections municipales partielles en février 2018. L'intérim est assuré, conformément à la loi, par le premier maire-adjoint, dans l'attente de l'élection d'un nouveau maire après l'élection municipale.

### Liste des maires
| Période      | Période                       | Identité                          | Étiquette | Qualité |
| ------------ | ----------------------------- | --------------------------------- | --------- | --- |
| 1792         | 1792                          | François Marceaux                 |           | |
| 1792         | 1793                          | Pierre Hureau                     |           | |
| 1793         | 1795                          | Jean Lourd                        |           | |
| 1795         | 1797                          | Mathurin Robert                   |           | |
| 1797         | 1798                          | Jacques Beaufrère                 |           | |
| 1798         | 1803                          | Jean Boudet                       |           | |
| 1803         | 1828                          | Jacques Pierre Prothade d'Astorg, |           | Comte d'Astorg, contre-amiral Député de Seine-et-Oise au Corps législatif (1810 → 1814) Conseiller général de Seine-et-Oise (1810 → ? ) |
| 1828         | 1848                          | Louis-Alexis Petit                |           | |
| 1848         | 1871                          | Jean-Baptiste Hautefeuille        |           | |
| 1871         | 1874                          | François Marchaudon               |           | |
| 1874         | 1892                          | Jean-Baptiste Hautefeuille        |           | |
| 1892         | 1896                          | Charles Doute                     |           | |
| 1896         | 1926                          | Honoré Pelletier                  |           | |
| 1926         | 1929                          | Albert Hautefeuille               |           | |
| 1929         | 1936                          | Eugène Gilbert                    |           | |
| 1936         | 1947                          | Firmin Doute                      |           | |
| 1947         | 1971                          | Julien Travers                    |           | |
| 1971         | 1983                          | Louis Pelletier                   |           | |
| 1983         | 2001                          | Claude Regniez                    | RPR       | |
| 2001         | 2008                          | Nadine Luquet                     | DVG       | |
| 2008         | décembre 2017                 | Michèle Blanchard-Modlin          | SE        | Infirmière en psychiatrie Démissionnaire                                                                                                |
| février 2018 | En cours (au 20 février 2018) | Christèle Deloison                | SE        | |

### Jumelages
La commune de Saint-Cyr-la-Rivière n'a développé[Quand ?] aucune association de jumelage[réf. nécessaire].

## Population et société

### Démographie

#### Évolution démographique
L'évolution du nombre d'habitants est connue à travers les recensements de la population effectués dans la commune depuis 1793. Pour les communes de moins de 10 000 habitants, une enquête de recensement portant sur toute la population est réalisée tous les cinq ans, les populations de référence des années intermédiaires étant quant à elles estimées par interpolation ou extrapolation. Pour la commune, le premier recensement exhaustif entrant dans le cadre du nouveau dispositif a été réalisé en 2006.

En 2022, la commune comptait 472 habitants, en évolution de −8,7 % par rapport à 2016 (Essonne : +2,89 %, France hors Mayotte : +2,11 %).
| 1793 | 1800 | 1806 | 1821 | 1831 | 1836 | 1841 | 1846 | 1851 |
| ---- | ---- | ---- | ---- | ---- | ---- | ---- | ---- | ---- |
| 317  | 275  | 296  | 370  | 376  | 394  | 368  | 365  | 334  |

| 1856 | 1861 | 1866 | 1872 | 1876 | 1881 | 1886 | 1891 | 1896 |
| ---- | ---- | ---- | ---- | ---- | ---- | ---- | ---- | ---- |
| 313  | 291  | 297  | 280  | 249  | 250  | 252  | 259  | 296  |

| 1901 | 1906 | 1911 | 1921 | 1926 | 1931 | 1936 | 1946 | 1954 |
| ---- | ---- | ---- | ---- | ---- | ---- | ---- | ---- | ---- |
| 278  | 291  | 277  | 256  | 253  | 236  | 225  | 228  | 240  |

| 1962 | 1968 | 1975 | 1982 | 1990 | 1999 | 2006 | 2011 | 2016 |
| ---- | ---- | ---- | ---- | ---- | ---- | ---- | ---- | ---- |
| 229  | 246  | 318  | 377  | 399  | 427  | 488  | 505  | 517  |

| 2021 | 2022 | - | - | - | - | - | - | - |
| ---- | ---- | - | - | - | - | - | - | - |
| 489  | 472  | - | - | - | - | - | - | - |

#### Pyramide des âges
En 2018, le taux de personnes d'un âge inférieur à 30 ans s'élève à 32,2 %, soit en dessous de la moyenne départementale (39,9 %). À l'inverse, le taux de personnes d'âge supérieur à 60 ans est de 24,2 % la même année, alors qu'il est de 20,1 % au niveau départemental.
En 2018, la commune comptait 257 hommes pour 260 femmes, soit un taux de 50,29 % de femmes, légèrement inférieur au taux départemental (51,02 %).
Les pyramides des âges de la commune et du département s'établissent comme suit.
| Hommes | Classe d’âge | Femmes |
| ------ | ------------ | ------ |
| 1,2    | 90 ou +      | 1,6    |
| 4,7    | 75-89 ans    | 6,7    |
| 18,2   | 60-74 ans    | 16,1   |
| 19,9   | 45-59 ans    | 25,1   |
| 21,7   | 30-44 ans    | 20,2   |
| 17,4   | 15-29 ans    | 12,9   |
| 16,9   | 0-14 ans     | 17,4   |

| Hommes | Classe d’âge | Femmes |
| ------ | ------------ | ------ |
| 0,5    | 90 ou +      | 1,4    |
| 5,4    | 75-89 ans    | 7,2    |
| 12,9   | 60-74 ans    | 13,9   |
| 20     | 45-59 ans    | 19,4   |
| 19,9   | 30-44 ans    | 20,1   |
| 20     | 15-29 ans    | 18,2   |
| 21,3   | 0-14 ans     | 19,8   |

### Enseignement
Les élèves de Saint-Cyr-la-Rivière sont rattachés à l'académie de Versailles.
La commune dispose sur son territoire en 2010 d'une école élémentaire publique.

### Lieux de culte

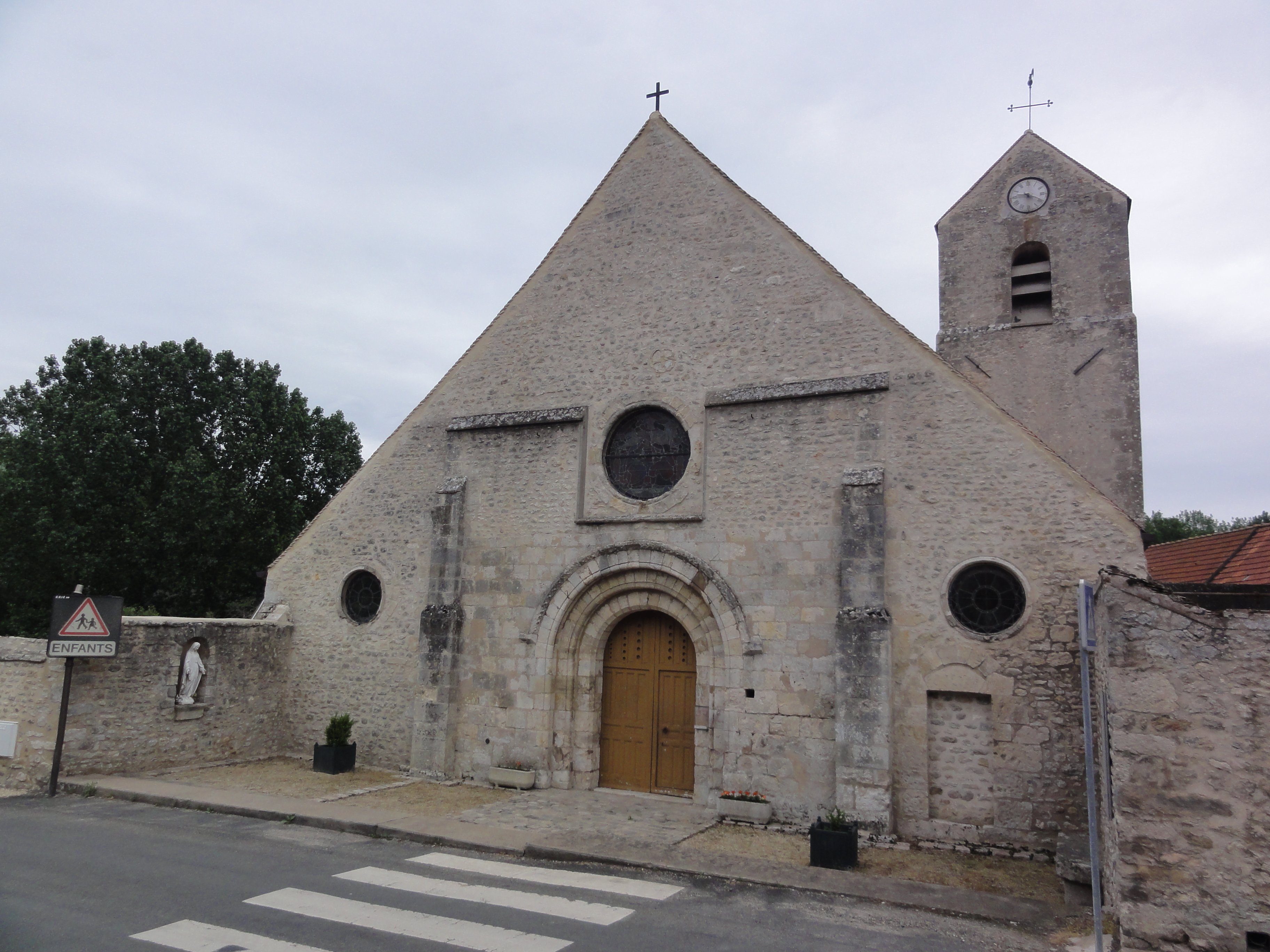
L'église Saint-Cyr-et-Sainte-Julitte.

La paroisse catholique de Saint-Cyr-la-Rivière est rattachée au secteur pastoral de Saint-Michel-de-Beauce-Étampes et au diocèse d'Évry-Corbeil-Essonnes. Elle dispose de l'église Saint-Cyr-et-Sainte-Julitte.

### Médias
L'hebdomadaire Le Républicain relate les informations locales. La commune est en outre dans le bassin d'émission des chaînes de télévision France 3 Paris Île-de-France Centre, IDF1 et Téléssonne intégré à Télif.

## Économie

### Emplois, revenus et niveau de vie
En 2006, le revenu fiscal médian par ménage était de 22 856 €, ce qui plaçait la commune au 1 006e rang parmi les 30 687 communes de plus de cinquante ménages que compte le pays et au quatre-vingt onzième rang départemental.
| Répartition des emplois par catégories socioprofessionnelles en 2006. |              |                                           |                                                   |                            |                          |                           |
|                                                                       | Agriculteurs | Artisans, commerçants, chefs d’entreprise | Cadres et professions intellectuelles supérieures | Professions intermédiaires | Employés                 | Ouvriers                  |
| Saint-Cyr-la-Rivière                                                  | -            | -                                         | -                                                 | -                          | -                        | -                         |
| Zone d’emploi d’Étampes                                               | 1,8 %        | 6,2 %                                     | 15,1 %                                            | 24,9 %                     | 27,2 %                   | 24,8 %                    |
| Moyenne nationale                                                     | 2,2 %        | 6,0 %                                     | 15,4 %                                            | 24,6 %                     | 28,7 %                   | 23,2 %                    |
| Répartition des emplois par secteurs d’activités en 2006.             |              |                                           |                                                   |                            |                          |                           |
|                                                                       | Agriculture  | Industrie                                 | Construction                                      | Commerce                   | Services aux entreprises | Services aux particuliers |
| Saint-Cyr-la-Rivière                                                  | -            | -                                         | -                                                 | -                          | -                        | -                         |
| Zone d’emploi d’Étampes                                               | 2,9 %        | 16,1 %                                    | 6,7 %                                             | 14,8 %                     | 9,2 %                    | 5,8 %                     |
| Moyenne nationale                                                     | 3,5 %        | 15,2 %                                    | 6,4 %                                             | 13,3 %                     | 13,3 %                   | 7,6 %                     |
| Sources : Insee,                                                      |              |                                           |                                                   |                            |                          |                           |

## Culture locale et patrimoine

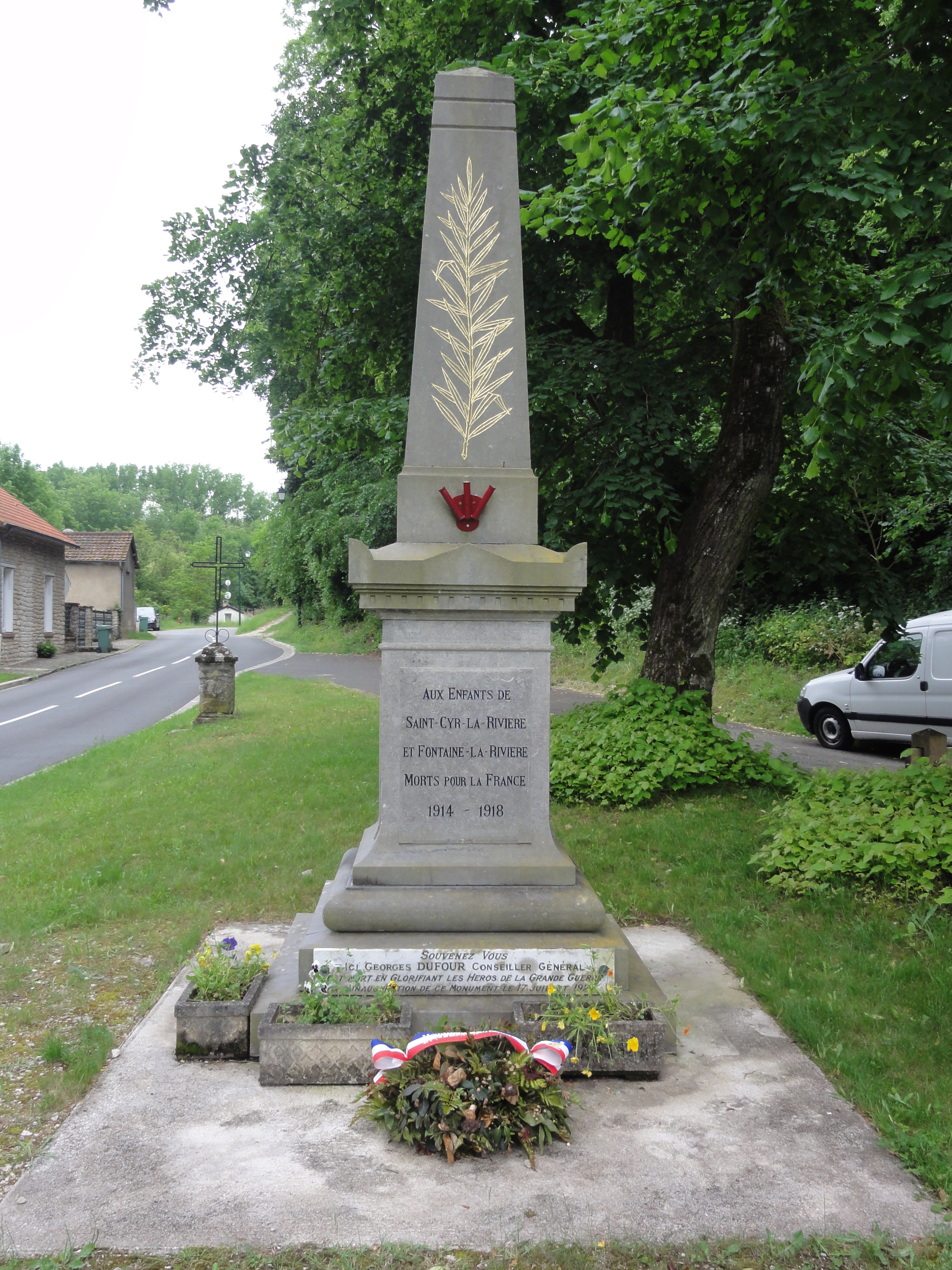
Le monument aux morts commun à Saint-Cyr-la-Rivière et Fontaine-la-Rivière.

### Lieux et monuments
- Les berges de l'Éclimont, les bois qui les entourent, la pelouse calcicole et les carrières géologiques ont été recensés au titre des espaces naturels sensibles par le conseil général de l'Essonne[59].
- L'église Saint-Cyr-et-Sainte-Julitte, des XIIe et XIIIe siècles, a été inscrite aux monuments historiques le 22 octobre 1965[60].
- Statue chryséléphantine d'Hippolyte Le Meur, conservée dans la sacristie de l'église paroissiale de Saint-Cyr (XVIIIe siècle).

### Personnalités liées à la commune
Différents personnages publics sont nés, décédés ou ont vécu à Saint-Cyr-la-Rivière. On peut noter :
- Simon Claude Grassin de Glatigny (1701-1776), créateur des arquebusiers de Grassin ;
- Gérard Lenorman (1945- ), auteur-compositeur-interprète, y vécut ;
- Roland Petit (1924-2011), chorégraphe, et Zizi Jeanmaire (1924-2020 ), chanteuse, s'y marièrent.

### Héraldique
| Blason de Saint-Cyr-la-Rivière | Blason  | Écartelé : au premier et au quatrième fascé d'argent et d'azur à la bordure componée de l'un à l'autre, au deuxième et au troisième fascé enté ondé d'argent et de gueules.' |
| Blason de Saint-Cyr-la-Rivière | Détails | |